# Stomias atriventer
Stomias atriventer és una espècie de peix de la família dels estòmids i de l'ordre dels estomiformes.

## Morfologia
- Els mascles poden assolir 25 cm de longitud total.[3][4]

## Reproducció
És ovípar amb larves i ous planctònics.

## Hàbitat
És un peix marí i d'aigües profundes que viu entre 100-1.500 m de fondària.

## Distribució geogràfica
Es troba al Pacífic oriental: Xile i des dels Estats Units fins a Mèxic.